# رباط درشت‌نی نازک‌نی خلفی
رباط درشت‌نئی‌نازک‌نئی خلفی یا رباط تیبیوفیبولار خلفی (به انگلیسی: Posterior tibiofibular ligament) یک رباط کوچک‌تر از رباط درشت‌نئی‌نازک‌نئی قدامی در پشت پای انسان است و به شیوه‌ای یکسان در سطح پشتی مفصل رشته‌ای جای دارد. این رباط استخوان درشت‌نی و نازک‌نی را در بخش زیرین هر دو استخوان به هم متصل می‌کند.